# سفوکسیتین
سفوکسیتین (به انگلیسی: Cefoxitin) یک آنتی‌بیوتیک سفامایسین نسل دوم است که توسط مرک اند کو. و در سال ۱۹۷۲ و به منظور ایجاد آنتی بیوتیک با طیف گسترده تر توسعه یافته است. اغلب با سفالوسپورین‌های نسل دوم گروه بندی می‌شود. سفوکسیتین تنها با نسخه پزشک ارائه داده می‌شود و از سال ۲۰۱۰ تحت نام تجاری Mefoxin فروخته می‌شود. همچنین فرمول ژنریک مفوکسین، نمک سدیم سفوکسیتین می‌باشد.